# Navahrudak
Navahrudak (belarusiska: Навагрудак) är en stad i Hrodna voblast i västra Belarus. Novogrodek hade omkring 29 594 invånare år 2016. I Novogrodek finns ruinerna efter den litauiske fursten Mindaugas I:s borg.
Efter andra världskriget tvångsförflyttades stadens polska befolkningsmajoritet till Folkrepubliken Polen.